# Associação Desportiva São Caetano
El São Caetano, oficialmente y en portugués Associação Desportiva São Caetano, es un club brasileño de fútbol con sede en la ciudad de São Caetano do Sul, en el estado de São Paulo. Fue fundado el 4 de diciembre de 1989 y actualmente disputa el  Campeonato Paulista Segunda Divisão, la cuarta división del estado de São Paulo.

## Historia

### 2000-2004: Época dorada
El São Caetano era considerado en Brasil un equipo menor hasta antes de participar en la Copa João Havelange en 2000. Entró al torneo en el Módulo Amarillo, equivalente a la Segunda División del Campeonato Brasileño. Un año antes, en 1999, disputó la Serie B del Campeonato Brasileño, la cual lideró con gran ventaja durante la primera etapa del Campeonato, mas fue vencido por el Santa Cruz de Recife.
Durante la Copa João Havelange, el equipo consiguió el segundo lugar del Módulo Amarillo, cayendo ante el Paraná. La conquista dio al club el acceso a la eliminatoria decisiva de la competencia, además de la oportunidad de encarar a los "grandes" del fútbol brasileño. El primer adversario fue el Fluminense de Río de Janeiro. Después de empatar a 3 goles en el juego de ida, en el Parque Antártica, el club fue a Río de Janeiro y eliminó al tricolor carioca en pleno Maracaná. Posteriormente, el club perdería el título del Campeonato Brasileño contra el Vasco da Gama.
Es ahí donde nace la carrera del São Caetano como un club "grande", refrendada con los subcampeonatos del Campeonato Brasileño de 2001 y de la Copa Libertadores 2002. En el máximo torneo de clubes de Sudamérica se dio el lujo de liderar su grupo, por encima de clubes de la talla de Cobreloa, Cerro Porteño y Alianza Lima, y de eliminar a Universidad Católica en Octavos de final, a Peñarol de Montevideo en Cuartos de final y al América de México en las Semifinales. Su paso arrollador por el certamen solo fue detenido por el Olimpia de Paraguay en la Final, no sin antes dar pelea, ya que ganó el partido de ida por la cuenta mínima y perdió la vuelta por 2-1, por lo que la copa se definió a través de los puntos de penal, en donde el club brasileño cayó por 4-2, obteniendo un muy sorpresivo segundo lugar, en la más prestigiosa competición a nivel de clubes de fútbol en el continente.
En 2004, el club conquistó su único título estadual hasta el momento, el Campeonato Paulista, bajo la dirección técnica de Muricy Ramalho.
Así mismo el club participó en la Copa Libertadores, en la cual sucedió un inesperado percance en la fase de octavos de final ya que enfrentaron a la escuadra mexicana del Club América. En la ida disputada en Brasil, el conjunto local se llevó la ventaja por 2-1, para la vuelta en la Ciudad de México, los aztecas se adelantaban con gol de Reinaldo Navia, pero Triguinho emparejó los cartones a casi diez minutos del final. Cuando el árbitro Óscar Ruíz declaró el final del encuentro, se armó una batalla campal entre ambas escuadras, en la cual los aficionados del club mexicano entraron a la cancha frustrados por la eliminación de su equipo, por tanto CONMEBOL decidió multar al conjunto mexicano con el veto de tres partidos de competencias sudamericanas, mientras que la FMF les dio otro juego de veto, así mismo se suspendió por un año al mexicano Cuauhtémoc Blanco de dichas competencias. Los brasileños llegaron a cuartos de final, donde se enfrentaron a Boca Juniors perdiendo 4-3 en tanda de penales en Argentina, luego de un empate a un gol en el tiempo regular.
Aun así, en ese mismo año, el São Caetano sufriría el mayor golpe deportivo, administrativo y moral de su historia: En un juego contra el São Paulo, el 27 de octubre, el zaguero Serginho falleció súbitamente en el juego de un paro cardíaco. Luego de las investigaciones del caso, el club fue sancionado al haber hecho jugar al futbolista aun cuando estaban enterados de los problemas cardíacos de este, y desde ahí no volvió a generar buen nivel futbolístico, así como sufrió el escarnio de la prensa deportiva y del aficionado.

### 2005-2007: Declive y descenso a la Serie B
En 2005, el equipo no repitió las brillantes campañas del pasado, ubicándose quinto en el Campeonato Paulista, siendo eliminado por Treze de la Copa de Brasil y terminando en el lugar 18 en el Brasileirão, escapando del descenso en la última fecha, un hecho que se produciría en 2006, con el descenso del club a la Serie B para el año 2007.

### 2013: Descenso de São Caetano a la Serie C y al Campeonato A2 Paulista
El año para São Caetano no había comenzado bien, a pesar del fichaje de Rivaldo, ya que finalizó penúltimo en el Campeonato Paulista y descendió al Campeonato Paulista A2 (Segunda división del Estatal de Sao Paulo). Y en La Serie B, la victoria de Paysandu 1 a 0 contra America Mineiro, determinó el descenso de São Caetano a la Serie C para la temporada 2014.

### 2014: Descenso de São Caetano a la Serie D
En 2014 se repitió el bajo nivel mostrado la temporada anterior, salvándose de caer a la Serie A3 del Campeonato Paulista, en la última fecha.
Pero la suerte no estuvo de su lado en el Campeonato Brasileño, porque de 18 partidos jugados solo ganó seis y quedó ubicado en el penúltimo lugar de su grupo, lo que le valió el descenso a la Serie D.
En la Serie D 2015, el nivel mejora considerablemente, obteniendo el liderato de su grupo y clasificando a la Fase final, en donde es eliminado en los cuartos de final por el Botafogo - SP, a la postre ganador del torneo, tras la derrota 2-1 de visitante en la ida y el empate sin goles en la vuelta, relegando su opción al ascenso que se le otorgaron a los cuatro clasificados a las semifinales.

### Campeón Serie A2 del Campeonato Paulista 2017
Luego de una gran Primera fase, el São Caetano se clasifica para la Fase final de la Serie A2 del Campeonato Paulista 2017. En Semifinales, deja en el camino al Rio Claro, y en la Final derrota al Bragantino, por un marcador de 2-1, consagrándose campeón y así obtener su lugar en la Serie A1 del Campeonato Paulista 2018.

## Uniforme
- Uniforme titular: Camiseta azul, pantalón azul y medias azules.
- Uniforme alternativo: Camiseta blanca, pantalón blanco y medias blancas.

### Evolución del uniforme
| 2002 | 2004-2005 | 2010-2011 | Campeonato Paulista 2012 | Campeonato Brasileño 2012 | 2013 | 2014 | Campeonato Paulista 2015 | Campeonato Brasileño 2015 | 2016 | 2017 |

## Estadio
El Estadio Municipal Anacleto Campanella pertenece a la prefectura de São Caetano do Sul en la Región Metropolitana de São Paulo. Tiene una capacidad para 22 738 espectadores.
En noviembre de 2007 a mayo de 2008, paso por reformas estructurales, es así que estuvo 6 meses sin partidos. La reinauguración fue el 30 de mayo de 2008, el São Caetano venció al Vila Nova por 1 a 0 juego válido por la Serie B del Campeonato Brasileño.

## Datos del club
- Participaciones en la Copa Libertadores: 3 (2001, 2002, 2004)

Mejor posición: Subcampeón (2002)
- Participaciones en la Copa Sudamericana: 2 (2003, 2004)

Mejor posición: Octavos de final (2003)

## Participaciones internacionales
| Competencia                      | Edición           |
| -------------------------------- | ----------------- |
| Copa Libertadores de América (3) | 2001, 2002, 2004. |
| Copa Sudamericana (2)            | 2003, 2004.       |

### Por competición
| Torneo                       | TJ | PJ | PG | PE | PP | GF | GC | DG  | Puntos |
| ---------------------------- | -- | -- | -- | -- | -- | -- | -- | --- | ------ |
| Copa Libertadores de América | 3  | 33 | 14 | 10 | 9  | 47 | 29 | +18 | 52     |
| Copa Sudamericana            | 2  | 8  | 2  | 5  | 1  | 11 | 8  | +3  | 11     |
| Total                        | 5  | 41 | 16 | 15 | 10 | 58 | 37 | +21 | 63     |

## Entrenadores
- Jair Picerni (febrero de 2000–agosto de 2002)[16][17]
- Mário Sérgio (agosto de 2002–julio de 2003)[18][19]
- Nelsinho Baptista (julio de 2003)[20][21]
- Tite (julio de 2003–febrero de 2004)[22][23]
- Muricy Ramalho (febrero de 2004–julio de 2004)[23][24][25]
- Péricles Chamusca (julio de 2004–diciembre de 2004)[26][27][28]
- Estevam Soares (marzo de 2005–julio de 2005)[29][30]
- Levir Culpi (julio de 2005–septiembre de 2005)[31][32]
- Jair Picerni (septiembre de 2005–noviembre de 2005)[33][34]
- Cuca (noviembre de 2005–diciembre de 2005)[35][36]
- Nelsinho Baptista (diciembre de 2005–junio de 2006)[37][38]
- Dino Camargo (interino- junio de 2006)[38]
- Emerson Leão (junio de 2006–agosto de 2006)[39][40]
- Dino Camargo (interino- agosto de 2006)[41]
- Paulo César Gusmão (agosto de 2006)[42][43]
- Dino Camargo (interino- septiembre de 2006)[44]
- Hélio dos Anjos (septiembre de 2006–octubre de 2006)[45][46]
- Dino Camargo (interino- octubre de 2006)[46][47]
- Dorival Júnior (octubre de 2006–mayo de 2007)[47][48]
- Jair Picerni (mayo de 2007–julio de 2007)[49][50]
- Paulo Comelli (julio de 2007–agosto de 2007)[51][52]
- Ivan Baitello (interino- agosto de 2007)[52]
- Giba (agosto de 2007–octubre de 2007)[53][54]
- Ivan Baitello (interino- octubre de 2007)[54]
- Amauri Knevitz (octubre de 2007–febrero de 2008)[55][56]
- Ivan Baitello (interino- febrero de 2008)[56][57]
- Pintado (febrero de 2008–julio de 2008)[57][58]
- Ivan Baitello (interino- julio de 2008)[58]
- Guilherme Macuglia (julio de 2008–agosto de 2008)[59][60]
- Ivan Baitello (interino- agosto de 2008–septiembre de 2009)[60]
- Vadão (septiembre de 2008–marzo de 2009)[61][62]
- Sérgio Soares (marzo de 2009–junio de 2009)[63][64]
- Antônio Carlos Zago (junio de 2009–febrero de 2010)[65][66]
- Ivan Baitello (interino- febrero de 2010)[66]
- Roberto Fonseca (febrero de 2010–mayo de 2010)[67][68]
- Ivan Baitello (interino- mayo de 2010)[68]
- Sérgio Guedes (mayo de 2010–septiembre de 2010)[69][70]
- Toninho Cecílio (septiembre de 2010–enero de 2011)[71][72]
- Márcio Griggio (interino- enero de 2011)[72]
- Ademir Fonseca (enero de 2011–mayo de 2011)[73][74]
- Márcio Goiano (mayo de 2011–julio de 2011)[74][75]
- Vadão (julio de 2011–septiembre de 2011)[76][77]
- Márcio Araújo (septiembre de 2011–mayo de 2012)[78][79]
- Sérgio Guedes (mayo de 2012–agosto de 2012)[79][80]
- Emerson Leão (agosto de 2012–octubre de 2012)[81][82]
- Ailton Silva (interino- octubre de 2012–noviembre de 2012/noviembre de 2012–febrero de 2013)[83][84]
- Geninho (febrero de 2013–marzo de 2013)[85][86]
- Ailton Silva (marzo de 2013)[87][88]
- Daniel Martine (interino- marzo de 2013–2013)[88]
- Marcelo Veiga (mayo de 2013–agosto de 2013)[89][90]
- Nenê Santana (interino- agosto de 2013)[91]
- Sérgio Guedes (agosto de 2013–octubre de 2013)[92][93]
- Nedo Xavier (diciembre de 2013–febrero de 2014)[94][95]
- Paulo Cezar Catanoce (febrero de 2014–marzo de 2014)[96][97]
- Márcio Griggio (interino- marzo de 2014)[97]
- Vilson Tadei (abril de 2014–junio de 2014)[98][99]
- Paulo Roberto (junio de 2014–septiembre de 2014)[100][101][102]
- Márcio Griggio (interino- septiembre de 2014)[102]
- Luiz Carlos Martins (septiembre de 2014–febrero de 2018)[103][104]
- Pintado (febrero de 2018–marzo de 2019)[105][106]
- Luiz Gabardo Júnior (abril de 2019–junio de 2019)[107][108]
- Dino Camargo (interino- junio de 2019–julio de 2019)[109]
- Marcelo Vilar (julio de 2019–diciembre de 2019)[110][111]
- Adãozinho (diciembre de 2019–enero de 2020)[111][112]
- Dininho (interino- enero de 2020)[112]
- Alexandre Gallo (enero de 2020–octubre de 2020)[113][114]
- Wilson Júnior (enero de 2021–abril de 2021)[115][116]
- Paulinho McLaren (abril de 2021–mayo de 2021)[117][118]
- Max Sandro (mayo de 2021–enero de 2022)[119]
- Axel (enero de 2022–octubre de 2022)[120]
- Márcio Ribeiro (noviembre de 2022–febrero de 2023)[121][122]
- Ângelo Foroni (interino- febrero de 2023)[123]
- Axel (febrero de 2023–presente)[1]

## Palmarés

### Torneos estaduales
- Campeonato Paulista (1): 2004
- Campeonato Paulista Serie A2 (3): 2000, 2017,[124] 2020
- Campeonato Paulista Serie A3 (2): 1991, 1998
- Copa Paulista (1): 2019

### Torneos nacionales
- Subcampeón del Campeonato Brasileño de Serie A (2): 2000 y 2001.

### Torneos internacionales
- Subcampeón de la Copa Libertadores de América (1): 2002.